# 高原直泰
高原 直泰（たかはら なおひろ、1979年6月4日 - ）は、静岡県三島市出身の元サッカー選手、サッカー指導者、サッカークラブ代表者。ポジションはフォワード。沖縄SV株式会社CEO。元日本代表。
Kリーグ時代の登録名は高原（ハングル: 다카하라）。
血液型はB型。アルゼンチンから日本に復帰した2002年にはJリーグMVPとJリーグ得点王を獲得。2006年FIFAワールドカップ出場。

## クラブ経歴

### ジュビロ磐田/ボカ・ジュニアーズ時代
静岡県立清水東高等学校を卒業。同校在学中は全国高等学校サッカー選手権大会の出場はならなかった。1998年にジュビロ磐田に加入し、3月21日の開幕戦（京都戦）で途中出場。
2001年、J1リーグ1stステージ第13節横浜F・マリノス戦で優勝を決める延長Vゴールをあげた。同年8月にアルゼンチンのボカ・ジュニアーズのオファーを受けて移籍し、6試合で1得点を挙げた。12月にトヨタカップでの凱旋帰国が期待されたが、直前でメンバー落ちしてしまい出場が叶わないなど、必ずしもチーム首脳から確固たる信頼を得てはいなかった。しかも、2002年初頭、アルゼンチンの経済情勢が悪化し、通貨価値が1週間で半分以下になるなど情勢が混乱したことを理由にボカから契約解除となった。帰国後、磐田に復帰し2002年のJリーグ開幕を迎えた。
2002年、日韓W杯直前にエコノミークラス症候群を発症。その後復帰を果たすと、中山雅史とのコンビでゴールを量産し、MVP・得点王（26得点、史上最年少）の二冠を獲得。リーグ優勝に貢献した。

### ハンブルガーSV時代
2003年には再び海外での活躍を目指していたこともあり、ドイツ・ブンデスリーガのハンブルガーSVのオファーを受けて完全移籍。一年目で連続無失点記録を継続中だったオリバー・カーン擁するバイエルン・ミュンヘン相手に得点を決めるなどし、リーグ戦を16試合（先発は12試合）3得点で終える。翌2003-04シーズンは、リーグ戦29試合（先発22試合）に出場するも2得点という結果に終わる。2004-05シーズン、トーマス・ドルが監督に就任するとシーズン序盤は先発から外れるも、第6節のヘルタ・ベルリン戦で2得点を記録し、レギュラーを獲得。リーグ戦31試合（先発は26試合）に出場し、FW中最多の7得点を挙げた。翌2005-06シーズンはリーグ戦21試合（先発は6試合）出場1得点で終えた。

### アイントラハト・フランクフルト時代
2006年5月、ドイツ・ブンデスリーガのアイントラハト・フランクフルトへ3年契約で移籍。12月3日、アレマニア・アーヘン戦で3得点を挙げ、ブンデスリーガにおける日本人初のハットトリックを達成するなど、1ヶ月で6得点を挙げる。
2007年、5月5日のホームのアーヘン戦で得点を決め、自己記録更新中の同リーグシーズン通算得点を11とした。また、欧州主要リーグでの年間二桁得点の達成は、1998-99シーズンに中田英寿（ペルージャ）が達成して以来の快挙であった。この活躍もあってフランクフルトは1部に残留を決める。この年のフランクフルトサポーターが選ぶMVPにも選出された。2007-08シーズンはひざのケガでスタートが出遅れ、またフリードヘルム・フンケル監督との起用法における対立もあり、出場機会が激減した。

### 浦和レッズ時代
代理人であるトーマス・クロートと話し合いをした上で、浦和レッズとコンタクトがとれるかを確認。浦和側がFWの補強を望んでいたこともあり、移籍金1億8500万円、年俸1億8000万の3年契約。2008年1月11日に約6年ぶりのJリーグ復帰となる移籍が決定。しかし、フランクフルトで試合出場機会が減ったことによるコンディション不良、また長谷部誠、小野伸二の移籍、ポンテもケガで出遅れるなどのパサー不足という状況もあり、2008年はリーグ6点、ACL、ナビスコ杯各1点と合計8得点に終わり、期待以上の働きをすることはできなかった。
2009年は前シーズン限りで現役を引退した内舘秀樹に志願して、背番号7から馴染み深い背番号19に変更した。この年はキャンプ、練習試合で好調を維持し、J1開幕戦の対鹿島アントラーズ戦でスタメン出場を果たしたが、結果を出せず、次戦の対FC東京戦からはエジミウソンにスタメンを譲った。その後しばらくは途中出場が続いたが、ナビスコカップ予選リーグ第5節磐田戦でシーズン公式戦初得点を記録したのを皮切りに好調を維持し、貴重な得点を決めて勝利に貢献する時期もあったが、徐々にチーム状態が悪化し、更に自身も不慣れな左右のMFで起用される中で勢いを失い、スタメンを外れることも多くなっていった。最終的にはリーグ4点、ナビスコ2点と合計6得点という前シーズンを下回る成績でシーズンを終えた。
2010年は開幕前から既に構想外であり海外キャンプにも帯同しなかった。その理由として7月10日の会見で監督のフォルカー・フィンケより「去年の時点で今夏の移籍は決まっており、本来は昨冬に移籍するはずだった」ので「構想内の選手だけで練習するのは当然」とされた。同年7月23日に韓国Kリーグの水原三星ブルーウィングスに完全移籍した。移籍金は約4190万円、年俸は減額となるが差額は浦和が負担している。

### 水原三星ブルーウィングス時代
水原での期待は大きく、Kリーグ最大の人気カードである対FCソウル戦では2得点を決め「とにかく最高!!」と自身のブログで喜びを爆発させた。シーズン終了後に自身のブログで「俺はこのチームで自分らしさを取り戻す事が出来たと思っています」と語った。

### 清水エスパルス時代
2011年、フロント主導でチーム改革を進める清水エスパルスから「得点王を狙える大砲」としてオファーを受け、1年契約+1年オプションの年俸2500万（2400万と報じたメディアもある）で完全移籍した。5月22日J1第12節大宮戦で2得点、4ヵ国（日本、ドイツ、韓国、アルゼンチン）リーグ通算100得点を達成。6月18日J1第16節古巣浦和戦では、大前元紀のクロスにダイビングヘッドでゴールを決めた。古巣に対してはゴールを喜ばない選手も多い中、高原は清水サポーターに向かって膝滑りをしながら両手を広げた。試合後の取材では「ブーイングされる覚えはない。俺は（チームから）追い出された側なんで」とコメントした。
2012年12月、契約満了のため、清水を退団することが発表された。

### 東京ヴェルディ時代
東京ヴェルディからJ1昇格請負人としてオファーを受け、2013年1月に完全移籍した。リーグ戦ではチーム最多の11ゴールを記録したが、チームは低迷しJ1昇格を逃した。2014年からはクラブの資金難と急激な若返り策が影響し、開幕から出場機会に恵まれず3試合連続でベンチ外となった。

### SC相模原時代
同年3月21日、「このまま（東京Vに）残っていてもプレーする機会はもらえない」「試合に絡めないと分かっているのにその場にいるのは自分にもチームにも良くない」と、J3へ昇格したSC相模原へ期限付き移籍（2015年1月31日まで）。移籍後初先発したブラウブリッツ秋田戦でJ3初得点を記録。
2015年1月19日に完全移籍し 、2015年度のキャプテンに就任。同年5月24日に行われたY.S.C.C.横浜戦では、プロ生活初となる無回転FK弾を決めた。11月30日、契約満了による退団が発表された。

### 沖縄SV時代
2016年に創設し、自身が代表(出資は、柔道の野村忠宏らとの共同出資)を務める沖縄SVでプレー。代表兼監督兼選手を務める。第52回全国社会人サッカー選手権大会に出場したが1回戦で敗れた。2020年からは山本浩正が監督に就任 したため、監督業からは退いた。しかし、その後リーグでの成績不振もあり2021年シーズン途中から再び監督を務める事となった。高原が監督に戻りリーグ戦最終節で逆転優勝を果たす。
2023年7月2日、JFLで得点し、国内カテゴリーのJ1、J2、J3、JFL、地域リーグ、都道府県リーグでの得点を記録した。
8月31日、このシーズン限りでの引退を表明した。ラストゲームは、VONDS市原とのJFLと地域リーグの入れ替え戦だったが、自身も延長前半10分までプレーし、チームの勝利とJFL残留に貢献した。

## 代表経歴
各年代で日本代表に選出され、1994年にはU-16代表としてアジア選手権に出場。
1999 FIFAワールドユース選手権で3得点を挙げ準優勝、2000年のシドニー五輪では3得点を挙げGL突破、フル代表では2000年アジアカップに出場し優勝。
2002年、日韓W杯直前にエコノミークラス症候群 を発症し落選。この出来事はワールドカップ入りが確実であっただけに日本のファンが失望したほどの大きいアクシデントとも言えた。
2006年ドイツW杯アジア1次予選にFW中最多出場でシンガポール戦で1得点を挙げる。最終予選は第3戦まで連続で出場するが無得点で、その後は負傷を理由に欠場し、FIFAコンフェデレーションズカップ2005にも出場しなかった。ワールドカップ地区予選終了後は欧州リーグ所属のため代表招集の機会は限られる中、テストマッチ出場5試合で3得点を挙げ、6月に2006年ドイツW杯のメンバーに選出される。開幕前に行われた強化試合でも地元ドイツ相手に2得点を挙げる活躍 で、エースストライカーとして本大会に臨む形となったが、グループリーグ3試合で無得点に終わった。
2007年3月24日、キリンチャレンジカップ、ペルー戦で代表に復帰し、イビチャ・オシム体制での初得点を挙げる（試合は2-0で勝利）。アジアカップでは4得点を挙げ、アジアカップにおいて日本人初の得点王に輝いた。
岡田武史への監督交代後にクラブでも代表でも不調に陥り、2008年5月を最後に招集されなかった。

## 引退後
引退後は、選手と兼任していた監督も辞めて社長業に専念。
沖縄SVが取り組んでいる「沖縄コーヒープロジェクト」（詳しくは沖縄SV#サッカー以外の取り組みを参照）の関係から、現役時代に自らも練習の合間を縫ってコーヒー農園での作業に従事しており、現在はコーヒー農家との兼業状態であるという。

## プレイスタイル
左右両足から放たれるシュート、高さのあるヘディング、相手ディフェンダーをかわしてシュートする突破力など、求められる要素をすべて持つ万能型フォワード。

## エピソード
- 新人時代、ジュビロ磐田で共にプレーしていたドゥンガに言われた「調子に乗るなよ」という言葉を大切にしている。これは決して僻みというつもりは無く、マスコミ・ファンなどは調子が良ければ絶賛し、悪ければ批判するものなので、それに一喜一憂したりして惑わされてはいけない、という意味である。同時期に、試合中に高原のプレーが自己満足じゃないのかと指摘した際には、ドゥンガは「1人でサッカーはするものじゃない。1人でやりたいならコーナーキックも蹴ってくればいい」とコーナーキックを蹴らせたこともある[34]。
- 車好きであり、浦和在籍時にベストカーのインタビューで現在の愛車は三菱・トライトン、ドイツ時代は同じく三菱のランエボに乗っていたと語った。

## 所属クラブ
- 1985年 - 1991年 三島山田サッカースポーツ少年団
- 1992年 - 1994年 東海大学第一中学校
- 1995年 - 1997年 静岡県立清水東高等学校
- 1998年 - 2002年 ジュビロ磐田
  - 2001年 ボカ・ジュニアーズ (期限付き移籍)
- 2003年 - 2006年 ハンブルガーSV
- 2006年 - 2008年1月 アイントラハト・フランクフルト
- 2008年 - 2010年 浦和レッドダイヤモンズ
  - 2010年7月 - 同年12月 水原三星ブルーウィングス (期限付き移籍)
- 2011年 - 2012年 清水エスパルス
- 2013年 - 2014年 東京ヴェルディ
  - 2014年3月 - 同年12月 SC相模原 (期限付き移籍)
- 2015年 SC相模原
- 2016年 - 2023年 沖縄SV

## 個人成績
| 国内大会個人成績 | 国内大会個人成績 | 国内大会個人成績 | 国内大会個人成績 | 国内大会個人成績 | 国内大会個人成績 | 国内大会個人成績 | 国内大会個人成績 | 国内大会個人成績   | 国内大会個人成績   | 国内大会個人成績 | 国内大会個人成績 |
| 年度             | クラブ           | 背番号           | リーグ           | リーグ戦         | リーグ戦         | リーグ杯         | リーグ杯         | オープン杯         | オープン杯         | 期間通算         | 期間通算         |
| 年度             | クラブ           | 背番号           | リーグ           | 出場             | 得点             | 出場             | 得点             | 出場               | 得点               | 出場             | 得点             |
| 日本             | 日本             | 日本             | 日本             | リーグ戦         | リーグ戦         | リーグ杯         | リーグ杯         | 天皇杯             | 天皇杯             | 期間通算         | 期間通算         |
| ---------------- | ---------------- | ---------------- | ---------------- | ---------------- | ---------------- | ---------------- | ---------------- | ------------------ | ------------------ | ---------------- | ---------------- |
| 1998             | 磐田             | 19               | J                | 20               | 5                | 6                | 4                | 2                  | 0                  | 28               | 9                |
| 1999             | 磐田             | 19               | J1               | 21               | 9                | 1                | 0                | 3                  | 1                  | 25               | 10               |
| 2000             | 磐田             | 19               | J1               | 24               | 10               | 2                | 0                | 0                  | 0                  | 26               | 10               |
| 2001             | 磐田             | 19               | J1               | 13               | 8                | 2                | 2                | -                  | -                  | 15               | 10               |
| アルゼンチン     | アルゼンチン     | アルゼンチン     | アルゼンチン     | リーグ戦         | リーグ戦         | リーグ杯         | リーグ杯         | アルヘンティーナ杯 | アルヘンティーナ杯 | 期間通算         | 期間通算         |
| 2001-02          | ボカ             | 30               | プリメーラ       | 6                | 1                | -                | -                | -                  | -                  | 6                | 1                |
| 日本             | 日本             | 日本             | 日本             | リーグ戦         | リーグ戦         | リーグ杯         | リーグ杯         | 天皇杯             | 天皇杯             | 期間通算         | 期間通算         |
| 2002             | 磐田             | 32               | J1               | 27               | 26               | 0                | 0                | 3                  | 0                  | 30               | 26               |
| ドイツ           | ドイツ           | ドイツ           | ドイツ           | リーグ戦         | リーグ戦         | リーグ杯         | リーグ杯         | DFBポカール        | DFBポカール        | 期間通算         | 期間通算         |
| 2002-03          | ハンブルガー     | 32               | ブンデス1部      | 16               | 3                | -                | -                | -                  | -                  | 16               | 3                |
| 2003-04          | ハンブルガー     | 32               | ブンデス1部      | 29               | 2                | -                | -                | 3                  | 1                  | 32               | 3                |
| 2004-05          | ハンブルガー     | 32               | ブンデス1部      | 31               | 7                | -                | -                | 1                  | 0                  | 32               | 7                |
| 2005-06          | ハンブルガー     | 32               | ブンデス1部      | 21               | 1                | -                | -                | 2                  | 1                  | 23               | 2                |
| 2006-07          | フランクフルト   | 19               | ブンデス1部      | 30               | 11               | -                | -                | 4                  | 4                  | 34               | 15               |
| 2007-08          | フランクフルト   | 19               | ブンデス1部      | 8                | 1                | -                | -                | 2                  | 0                  | 10               | 1                |
| 日本             | 日本             | 日本             | 日本             | リーグ戦         | リーグ戦         | リーグ杯         | リーグ杯         | 天皇杯             | 天皇杯             | 期間通算         | 期間通算         |
| 2008             | 浦和             | 7                | J1               | 27               | 6                | 3                | 1                | 1                  | 0                  | 31               | 7                |
| 2009             | 浦和             | 19               | J1               | 32               | 4                | 8                | 2                | 0                  | 0                  | 40               | 6                |
| 2010             | 浦和             | 19               | J1               | 4                | 0                | 1                | 1                | -                  | -                  | 5                | 1                |
| 韓国             | 韓国             | 韓国             | 韓国             | リーグ戦         | リーグ戦         | リーグ杯         | リーグ杯         | FA杯               | FA杯               | 期間通算         | 期間通算         |
| 2010             | 水原             | 22               | Kリーグ          | 12               | 4                | -                | -                | -                  | -                  | 12               | 4                |
| 日本             | 日本             | 日本             | 日本             | リーグ戦         | リーグ戦         | リーグ杯         | リーグ杯         | 天皇杯             | 天皇杯             | 期間通算         | 期間通算         |
| 2011             | 清水             | 19               | J1               | 28               | 8                | 4                | 1                | 1                  | 0                  | 33               | 9                |
| 2012             | 清水             | 19               | J1               | 18               | 1                | 2                | 0                | 0                  | 0                  | 20               | 1                |
| 2013             | 東京V            | 44               | J2               | 41               | 11               | -                | -                | 0                  | 0                  | 41               | 11               |
| 2014             | 東京V            | 44               | J2               | 0                | 0                | -                | -                | -                  | -                  | 0                | 0                |
| 2014             | 相模原           | 31               | J3               | 21               | 5                | -                | -                | -                  | -                  | 21               | 5                |
| 2015             | 相模原           | 10               | J3               | 33               | 6                | -                | -                | -                  | -                  | 33               | 6                |
| 2016             | 沖縄SV           | 10               | 沖縄県3部        | 9                | 11               | -                | -                | -                  | -                  | 9                | 11               |
| 2017             | 沖縄SV           | 10               | 沖縄県1部        |                  |                  | -                | -                | -                  | -                  |                  |                  |
| 2018             | 沖縄SV           | 10               | 九州             | 17               | 11               | -                | -                | -                  | -                  | 17               | 11               |
| 2019             | 沖縄SV           | 10               | 九州             | 11               | 7                | -                | -                | 2                  | 1                  | 13               | 8                |
| 2020             | 沖縄SV           | 10               | 九州             | 4                | 5                | -                | -                | 1                  | 0                  | 5                | 5                |
| 2021             | 沖縄SV           | 10               | 九州             | 15               | 5                | -                | -                | 1                  | 0                  | 16               | 5                |
| 2022             | 沖縄SV           | 10               | 九州             | 13               | 2                | -                | -                | 1                  | 0                  | 14               | 2                |
| 2023             | 沖縄SV           | 10               | JFL              | 26               | 2                | -                | -                | -                  | -                  | 26               | 2                |
| 通算             | 日本             | 日本             | J1               | 214              | 78               | 29               | 11               | 10                 | 1                  | 253              | 89               |
| 通算             | 日本             | 日本             | J2               | 41               | 11               | -                | -                | 0                  | 0                  | 41               | 11               |
| 通算             | 日本             | 日本             | J3               | 54               | 11               | -                | -                | -                  | -                  | 54               | 11               |
| 通算             | 日本             | 日本             | JFL              | 26               | 2                | -                | -                | -                  | -                  | 26               | 2                |
| 通算             | 日本             | 日本             | 九州             | 60               | 30               | -                | -                | 5                  | 1                  | 65               | 31               |
| 通算             | 日本             | 日本             | 沖縄県1部        |                  |                  | -                | -                |                    |                    |                  |                  |
| 通算             | 日本             | 日本             | 沖縄県3部        | 9                | 11               | -                | -                | -                  | -                  | 9                | 11               |
| 通算             | アルゼンチン     | アルゼンチン     | プリメーラ       | 6                | 1                | -                | -                | -                  | -                  | 6                | 1                |
| 通算             | ドイツ           | ドイツ           | ブンデス1部      | 135              | 25               | -                | -                | 12                 | 6                  | 147              | 31               |
| 通算             | 韓国             | 韓国             | Kリーグ          | 12               | 4                | -                | -                | -                  | -                  | 12               | 4                |
| 総通算           | 総通算           | 総通算           | 総通算           | 557              | 173              | 29               | 11               | 27                 | 8                  | 613              | 191              |

その他の公式戦
- 1998年
  - Jリーグチャンピオンシップ 2試合0得点
- 1999年
  - Jリーグチャンピオンシップ 2試合0得点
- 2000年
  - スーパーカップ 1試合0得点
- 2005年
  - ハンブルガーII 2試合2得点
- 2006年
  - ハンブルガーII 1試合0得点

| 国際大会個人成績 | 国際大会個人成績 | 国際大会個人成績 | 国際大会個人成績 | 国際大会個人成績 |
| 年度             | クラブ           | 背番号           | 出場             | 得点             |
| UEFA             | UEFA             | UEFA             | UEFA EL          | UEFA EL          |
| ---------------- | ---------------- | ---------------- | ---------------- | ---------------- |
| 2003-04          | ハンブルガー     | 32               | 2                | 0                |
| 2005-06          | ハンブルガー     | 32               | 7                | 0                |
| 2006-07          | フランクフルト   | 19               | 5                | 2                |
| 通算             | UEFA             | UEFA             | 14               | 2                |
| AFC              | AFC              | AFC              | ACL              | ACL              |
| 2008             | 浦和             | 7                | 4                | 1                |
| 2010             | 水原             | 22               | 1                | 0                |
| 通算             | AFC              | AFC              | 5                | 1                |

その他の公式戦
- 2004-05
  - UEFAインタートトカップ 1試合0得点
- 2005-06
  - UEFAインタートトカップ 3試合0得点

- 1998年3月21日 - Jリーグ初出場、初得点 - 京都パープルサンガ戦 (ジュビロ磐田スタジアム)

## 代表歴
- 2000年2月13日 - フル代表初出場（アジアカップ予選） - シンガポール戦 (マカオ)
- 2000年2月16日 - フル代表初得点（アジアカップ予選） - ブルネイ戦 (マカオ)

### 出場大会など
- U-16、U-17日本代表
  - 1994年 AFC U-17選手権 カタール大会 (優勝)
  - 1995年 FIFA U-17世界選手権 エクアドル大会 (グループリーグ敗退)

U-19、U-20日本代表
  - 1998年 AFCユース選手権 タイ大会 (準優勝)
  - 1999年 FIFAワールドユース ナイジェリア大会 (準優勝)

U-23
  - 2000年 シドニーオリンピック (ベスト8)

A代表
  - 2000年 AFCアジアカップ2000 (優勝)
  - 2003年 FIFAコンフェデレーションズカップ2003 (グループリーグ敗退)
  - 2006年 2006 FIFAワールドカップ (グループリーグ敗退)
  - 2007年 AFCアジアカップ2007 (4位)

### 試合数
| 日本代表 | 国際Aマッチ | 国際Aマッチ |
| 年       | 出場        | 得点        |
| -------- | ----------- | ----------- |
| 2000     | 11          | 8           |
| 2001     | 4           | 0           |
| 2002     | 4           | 1           |
| 2003     | 8           | 2           |
| 2004     | 5           | 1           |
| 2005     | 7           | 2           |
| 2006     | 5           | 3           |
| 2007     | 9           | 6           |
| 2008     | 4           | 0           |
| 通算     | 57          | 23          |

### 出場
| No. | 開催日         | 開催都市             | スタジアム                         | 対戦相手                 | 結果        | 監督                 | 大会                       |
| --- | -------------- | -------------------- | ---------------------------------- | ------------------------ | ----------- | -------------------- | -------------------------- |
| 1.  | 2000年02月13日 | マカオ               |                                    | シンガポール             | ○3-0        | フィリップ・トルシエ | アジアカップ予選           |
| 2.  | 2000年02月16日 | マカオ               |                                    | ブルネイ                 | ○9-0        | フィリップ・トルシエ | アジアカップ予選           |
| 3.  | 2000年02月20日 | マカオ               |                                    | マカオ                   | ○3-0        | フィリップ・トルシエ | アジアカップ予選           |
| 4.  | 2000年04月26日 | ソウル               |                                    | 韓国                     | ●0-1        | フィリップ・トルシエ | 国際親善試合               |
| 5.  | 2000年06月18日 | 神奈川県             | 横浜国際総合競技場                 | ボリビア                 | ○2-0        | フィリップ・トルシエ | キリンカップ               |
| 6.  | 2000年08月16日 | 広島県               | 広島広域公園陸上競技場             | アラブ首長国連邦         | ○3-1        | フィリップ・トルシエ | キリンチャレンジ           |
| 7.  | 2000年10月14日 | サイダ               |                                    | サウジアラビア           | ○4-1        | フィリップ・トルシエ | アジアカップ               |
| 8.  | 2000年10月17日 | サイダ               |                                    | ウズベキスタン           | ○8-1        | フィリップ・トルシエ | アジアカップ               |
| 9.  | 2000年10月24日 | ベイルート           |                                    | イラク                   | ○4-1        | フィリップ・トルシエ | アジアカップ               |
| 10. | 2000年10月26日 | ベイルート           |                                    | 中華人民共和国           | ○3-2        | フィリップ・トルシエ | アジアカップ               |
| 11. | 2000年10月29日 | ベイルート           |                                    | サウジアラビア           | ○1-0        | フィリップ・トルシエ | アジアカップ               |
| 12. | 2001年03月24日 | サンドニ             |                                    | フランス                 | ●0-5        | フィリップ・トルシエ | 国際親善試合               |
| 13. | 2001年04月25日 | コルドバ             |                                    | スペイン                 | ●0-1        | フィリップ・トルシエ | 国際親善試合               |
| 14. | 2001年10月04日 | ランス               |                                    | セネガル                 | ●0-2        | フィリップ・トルシエ | 国際親善試合               |
| 15. | 2001年11月07日 | 埼玉県               | 埼玉スタジアム2002                 | イタリア                 | △1-1        | フィリップ・トルシエ | キリンチャレンジカップ     |
| 16. | 2002年03月21日 | 大阪府               | 長居陸上競技場                     | ウクライナ               | ○1-0        | フィリップ・トルシエ | キリンチャレンジカップ     |
| 17. | 2002年03月27日 | ウッジ               |                                    | ポーランド               | ○2-0        | フィリップ・トルシエ | 国際親善試合               |
| 18. | 2002年10月16日 | 東京都               | 国立霞ヶ丘競技場陸上競技場         | ジャマイカ               | △1-1        | ジーコ               | キリンチャレンジカップ     |
| 19. | 2002年11月20日 | 埼玉県               | 埼玉スタジアム2002                 | アルゼンチン             | ●0-2        | 山本昌邦（代行）     | キリンチャレンジカップ     |
| 20. | 2003年03月28日 | 東京都               | 国立霞ヶ丘競技場陸上競技場         | ウルグアイ               | △2-2        | ジーコ               | 国際親善試合               |
| 21. | 2003年06月11日 | 埼玉県               | 埼玉スタジアム2002                 | パラグアイ               | △0-0        | ジーコ               | キリンカップ               |
| 22. | 2003年06月18日 | サンドニ             |                                    | ニュージーランド         | ○3-0        | ジーコ               | コンフェデレーションカップ |
| 23. | 2003年06月20日 | サンテティエンヌ     |                                    | フランス                 | ●1-2        | ジーコ               | コンフェデレーションカップ |
| 24. | 2003年06月22日 | サンテティエンヌ     |                                    | コロンビア               | ●0-1        | ジーコ               | コンフェデレーションカップ |
| 25. | 2003年08月20日 | 東京都               | 国立霞ヶ丘競技場陸上競技場         | ナイジェリア             | ○3-0        | ジーコ               | キリンチャレンジカップ     |
| 26. | 2003年10月11日 | ブカレスト           |                                    | ルーマニア               | △1-1        | ジーコ               | 国際親善試合               |
| 27. | 2003年11月19日 | 大分県               | 大分スポーツ公園総合競技場         | カメルーン               | △0-0        | ジーコ               | キリンチャレンジカップ     |
| 28. | 2004年02月18日 | 埼玉県               | 埼玉スタジアム2002                 | オマーン                 | ○1-0        | ジーコ               | ワールドカップ予選         |
| 29. | 2004年03月31日 | シンガポール         |                                    | シンガポール             | ○2-1        | ジーコ               | ワールドカップ予選         |
| 30. | 2004年09月08日 | コルカタ             |                                    | インド                   | ○4-0        | ジーコ               | ワールドカップ予選         |
| 31. | 2004年10月13日 | マスカット           |                                    | オマーン                 | ○1-0        | ジーコ               | ワールドカップ予選         |
| 32. | 2004年12月16日 | 神奈川県             | 横浜国際総合競技場                 | ドイツ                   | ●0-3        | ジーコ               | キリンチャレンジカップ     |
| 33. | 2005年02月09日 | 埼玉県               | 埼玉スタジアム2002                 | 北朝鮮                   | ○2-1        | ジーコ               | ワールドカップ予選         |
| 34. | 2005年03月25日 | テヘラン             |                                    | イラン                   | ●1-2        | ジーコ               | ワールドカップ予選         |
| 35. | 2005年03月30日 | 埼玉県               | 埼玉スタジアム2002                 | バーレーン               | ○1-0        | ジーコ               | ワールドカップ予選         |
| 36. | 2005年09月07日 | 宮城県               | 宮城スタジアム                     | ホンジュラス             | ○5-4        | ジーコ               | キリンチャレンジカップ     |
| 37. | 2005年10月08日 | リガ                 |                                    | ラトビア                 | △2-2        | ジーコ               | 国際親善試合               |
| 38. | 2005年10月12日 | キエフ               |                                    | ウクライナ               | ●0-1        | ジーコ               | 国際親善試合               |
| 39. | 2005年11月16日 | 東京都               | 国立霞ヶ丘競技場陸上競技場         | アンゴラ                 | ○1-0        | ジーコ               | キリンチャレンジカップ     |
| 40. | 2006年02月28日 | ドルトムント         |                                    | ボスニア・ヘルツェゴビナ | △2-2        | ジーコ               | 国際親善試合               |
| 41. | 2006年05月30日 | レバークーゼン       |                                    | ドイツ                   | △2-2        | ジーコ               | 国際親善試合               |
| 42. | 2006年06月12日 | カイザースラウテルン |                                    | オーストラリア           | ●1-3        | ジーコ               | ワールドカップ             |
| 43. | 2006年06月18日 | ニュルンベルク       |                                    | クロアチア               | △0-0        | ジーコ               | ワールドカップ             |
| 44. | 2006年06月22日 | ドルトムント         |                                    | ブラジル                 | ●1-4        | ジーコ               | ワールドカップ             |
| 45. | 2007年03月24日 | 神奈川県             | 横浜国際総合競技場                 | ペルー                   | ○2-0        | イビチャ・オシム     | キリンチャレンジカップ     |
| 46. | 2007年06月01日 | 静岡県               | 静岡県小笠山総合運動公園スタジアム | モンテネグロ             | ○2-0        | イビチャ・オシム     | キリンカップ               |
| 47. | 2007年06月05日 | 埼玉県               | 埼玉スタジアム2002                 | コロンビア               | △0-0        | イビチャ・オシム     | キリンカップ               |
| 48. | 2007年07月09日 | ハノイ               |                                    | カタール                 | △1-1        | イビチャ・オシム     | アジアカップ               |
| 49. | 2007年07月13日 | ハノイ               |                                    | アラブ首長国連邦         | ○3-1        | イビチャ・オシム     | アジアカップ               |
| 50. | 2007年07月16日 | ハノイ               |                                    | ベトナム                 | ○4-1        | イビチャ・オシム     | アジアカップ               |
| 51. | 2007年07月21日 | ハノイ               |                                    | オーストラリア           | △1-1(PK4-3) | イビチャ・オシム     | アジアカップ               |
| 52. | 2007年07月25日 | ハノイ               |                                    | サウジアラビア           | ●2-3        | イビチャ・オシム     | アジアカップ               |
| 53. | 2007年07月28日 | パレンバン           |                                    | 韓国                     | △0-0(PK5-6) | イビチャ・オシム     | アジアカップ               |
| 54. | 2008年01月26日 | 東京都               | 国立霞ヶ丘競技場陸上競技場         | チリ                     | △0-0        | 岡田武史             | キリンチャレンジカップ     |
| 55. | 2008年01月30日 | 東京都               | 国立霞ヶ丘競技場陸上競技場         | ボスニア・ヘルツェゴビナ | ○3-0        | 岡田武史             | キリンチャレンジカップ     |
| 56. | 2008年02月06日 | 埼玉県               | 埼玉スタジアム2002                 | タイ                     | ○4-1        | 岡田武史             | ワールドカップ予選         |
| 57. | 2008年05月27日 | 埼玉県               | 埼玉スタジアム2002                 | パラグアイ               | △0-0        | 岡田武史             | キリンカップ               |

### ゴール
| #   | 開催年月日     | 開催地       | 対戦相手                 | 勝敗         | 試合概要                            |
| --- | -------------- | ------------ | ------------------------ | ------------ | ----------------------------------- |
| 1.  | 2000年2月16日  | 中国         | ブルネイ                 | ○9-0         | AFCアジアカップ2000・予選           |
| 2.  | 2000年2月16日  | 中国         | ブルネイ                 | ○9-0         | AFCアジアカップ2000・予選           |
| 3.  | 2000年2月20日  | 中国         | マカオ                   | ○3-0         | AFCアジアカップ2000・予選           |
| 4.  | 2000年10月14日 | レバノン     | サウジアラビア           | ○4-1         | AFCアジアカップ2000                 |
| 5.  | 2000年10月17日 | レバノン     | ウズベキスタン           | ○8-1         | AFCアジアカップ2000                 |
| 6.  | 2000年10月17日 | レバノン     | ウズベキスタン           | ○8-1         | AFCアジアカップ2000                 |
| 7.  | 2000年10月17日 | レバノン     | ウズベキスタン           | ○8-1         | AFCアジアカップ2000                 |
| 8.  | 2000年10月24日 | レバノン     | イラク                   | ○4-1         | AFCアジアカップ2000                 |
| 9.  | 2002年3月27日  | ポーランド   | ポーランド               | ○2-0         | 親善試合                            |
| 10. | 2003年8月20日  | 日本         | ナイジェリア             | ○3-0         | キリンチャレンジカップ2003          |
| 11. | 2003年8月20日  | 日本         | ナイジェリア             | ○3-0         | キリンチャレンジカップ2003          |
| 12. | 2004年3月31日  | シンガポール | シンガポール             | ○2-1         | 2006 FIFAワールドカップ・アジア予選 |
| 13. | 2005年9月7日   | 日本         | ホンジュラス             | ○5-4         | キリンチャレンジカップ2005          |
| 14. | 2005年10月8日  | ラトビア     | ラトビア                 | △2-2         | 親善試合                            |
| 15. | 2006年2月28日  | ドイツ       | ボスニア・ヘルツェゴビナ | △2-2         | 親善試合                            |
| 16. | 2006年5月30日  | ドイツ       | ドイツ                   | △2-2         | 親善試合                            |
| 17. | 2006年5月30日  | ドイツ       | ドイツ                   | △2-2         | 親善試合                            |
| 18. | 2007年3月24日  | 日本         | ペルー                   | ○2-0         | キリンカップサッカー2007            |
| 19. | 2007年6月1日   | 日本         | モンテネグロ             | ○2-0         | キリンカップサッカー2007            |
| 20. | 2007年7月9日   | ベトナム     | カタール                 | △1-1         | AFCアジアカップ2007                 |
| 21. | 2007年7月13日  | ベトナム     | アラブ首長国連邦         | ○3-1         | AFCアジアカップ2007                 |
| 22. | 2007年7月13日  | ベトナム     | アラブ首長国連邦         | ○3-1         | AFCアジアカップ2007                 |
| 23. | 2007年7月21日  | ベトナム     | オーストラリア           | △1-1 (PK4-3) | AFCアジアカップ2007                 |

## チームタイトル
- AFC U-16選手権 1994
- アジアクラブ選手権 1999
- アジアスーパーカップ 1999
- Jリーグ 1999 2002
- AFCアジアカップ 2000
- DFLリーガポカール 2003
- UEFAインタートトカップ 2005
- 韓国FAカップ 2010

## 個人タイトル
- 1998年 - AFC U-19選手権 得点王
- 1998年 - ナビスコカップ (ニューヒーロー賞)
- 2000年 - AFC All Star Team
- 2000年 - アジアカップ2000 ベストイレブン
- 2002年 - Jリーグ最優秀選手賞、得点王、ベストイレブン
- 2007年 - アジアカップ2007 得点王

## 指導歴
- 2016年 - 沖縄SV
  - 2016年 - 2019年 監督
  - 2021年7月 - 2023年 監督

## 出版

### 執筆書籍
- 2007年 - 病とフットボール〜エコノミークラス症候群との闘い〜 (角川・エス・エス・コミュニケーションズ) ISBN 4827550115

### 関連書籍
- 2002年 - 高原直泰物語－夢のゴールに向かって （小学館、佐藤俊・高橋功一郎） ISBN 9784091497512
- 2003年 - GOAL GATE 高原直泰 1979 - 2003 （小学館、佐藤俊） ISBN 9784093553322
- 2006年 - 高原直泰 原点 （アールズ出版・増補改訂版、高部務） ISBN 9784862040114

## 出演

### CM
- 日本郵政公社
- サントリー「デカビタC」 (2001年) - 中田浩二、加茂周との共演
- ソニー「VAIO W」 (2002年)
- LIFE CARD (2003年 - )
  - リフティング編
  - ドイツ語編
  - バルコニー編
  - ショッピング編
  - 中央駅編
  - 港編
  - 散歩編
  - アルスター編